# Caryanda bidentata
Caryanda bidentata är en insektsart som beskrevs av Zheng, Z. och Liang 1985. Caryanda bidentata ingår i släktet Caryanda och familjen gräshoppor. Inga underarter finns listade i Catalogue of Life.